# 울스포츠
울스포츠(uhlsport)는 독일의 스포츠 브랜드이다.

## 스폰서

### 축구

#### 클럽
UEFA
- FC 인테르나치오날레 밀라노 (1988 ~ 1991)

AFC
- 김천 상무 FC (2009 ~ 2010)
- 충북 청주 FC (2011 ~ 2013)